# 4352 Kyoto
A 4352 Kyoto (ideiglenes jelöléssel 1989 UW1) a Naprendszer kisbolygóövében található aszteroida. Szugie Acusi fedezte fel 1989. október 29-én.